# Милан Марковић
Милан Марковић (Београд, 7. септембар) српски је политичар. Марковић је бивши министар за државну управу и локалну самоуправу у Влади Републике Србије чији је председник био Мирко Цветковић.

## Биографија
Похађао је основну школу Браћа Барух, а затим ипломирано право са положеним правосудним испитом и специјализацијом у области борбе против тероризма на Факултету безбедности у Београду.
Био је председник Скупштине општине Палилула од 2000. до 2004. године, народни посланик од 2001. године, као и председник управног одбора ПКБ-а од 2001. до 2006. године. Такође, био је заменик председника УО „Прва петолетка“ 2002/2003. године, градски одборник од 2000. до 2004. године и потпредседник Скупштине Србије од 2003. до 2007. године.
На парламентарним изборима 21. јануара 2007. изабран је за посланика у Скупштини Србије. Био је на функцији министра за државну управу и локалну самоуправу у Влади Републике Србије од 15. маја 2007. до 27. јула 2012. године.
Предавач по позиву на специјалистичким студијама Факултета безбедности и сарадник на истраживачким пројектима.
После одлуке главног одбора по којем су бивши министри били у обавези да врате мандат странци Милан Марковић је вратио мандат и ишчланио се из ДС-а.
Говори енглески језик. Ожењен је.